# Tigrane II
Tigrane II d'Armenia, detto il Grande (in armeno Տիգրան Մեծ?, pronuncia Tigran Mets; 140 a.C. circa – 55 a.C.), è stato un sovrano della dinastia degli Artassidi che governò in Armenia dal 95 a.C. al 55 a.C.
La sua paternità è discussa, alcuni studiosi affermano che fosse figlio di re Tigrane I, fratello di Artavaside I che non lasciò eredi alla sua morte. Altri sostengono che fosse invece figlio di Artavaside I.

## Ascesa al trono e alleanza con il Ponto
Egli visse in qualità di ostaggio alla corte del re parto Mitridate II (che aveva sconfitto gli Armeni nel 105 a.C.) fino all'età di 40 anni.
Alla morte del suo predecessore, poté riscattare la propria libertà, dietro il rilascio di un riscatto di 2.000 talenti e con la cessione del territorio della Media Atropatene (l'attuale Azerbaigian), che in precedenza erano territorio dei Parti.
Depose l'ultimo re di Sofene, Artane, dopo una contesa. Spinto dalle mire espansionistiche di Mitridate VI del Ponto, invase la regione nel 93 a.C., mentre il suo legame con il Ponto fu rafforzato con l'unione matrimoniale con la figlia di Mitridate VI, Cleopatra.
Il re di Cappadocia, Ariobarzane I, chiese l'aiuto di Roma, che fu immediato. Roma inviò il famoso generale romano Lucio Cornelio Silla che costrinse alla ritirata Tigrane e riportò Ariobarzane sul trono.

Ma la guerra civile scoppiata a Roma nel 90 a.C. permise a Tigrane ed al suo alleato Mitridate VI di attraversare nuovamente l'Eufrate e costringere il legittimo sovrano di Cappadocia alla fuga.

## L'invasione dell'Impero Partico
Alla morte di Mitridate II di Partia, nell'88 a.C., Tigrane approfittò della confusione del suo alleato, per riappropriarsi delle terre cedute come riscatto e per espandere ulteriormente il suo regno con l'annessione del Gordiene e di parte della Mesopotamia, riportando sotto il dominio armeno quello che un tempo era il territorio dell'antica Urartu.

L'esercito armeno si spinse fino nella Media superiore mettendo sotto assedio la sua capitale, Ecbatana, in cui Tigrane aveva vissuto come ostaggio.
La gloria di Tigrane raggiunse l'apice quando venne invitato ad Antiochia nell'83 a.C. per ricevere la corona della dinastia seleucide.

Sotto il suo regno la Siria, da lungo tempo tormentata da lotte intestine, visse anni di pace e prosperità, ma il dominio di Tigrane andò oltre la Siria, estendendosi fino in Palestina a meridione e in Cilicia a occidente.

## Tigranocerta, nuova capitale

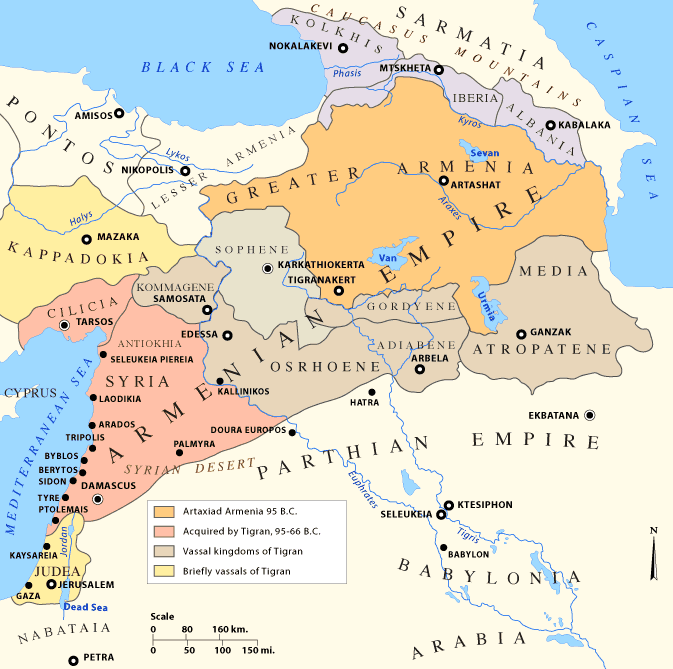

L'espansione del regno e la ridefinizione dei suoi confini, necessitava di una nuova capitale localizzata più centralmente. La vecchia capitale, Artaxata, era troppo a nord. Fu così che Tigrane studiò la creazione di una nuova capitale, nella parte meridionale dell'Armenia, che chiamò Tigranocerta (Tigranakert), che ovviamente celebrava anche il suo nome. Essa doveva trovarsi, secondo le indicazioni degli storici antichi, nei pressi di Nissibin, ai piedi delle colline di Tur-Abdin. Sempre secondo fonti antiche, la città era sontuosa e rivaleggiava con la mitica Ninive, piena di palazzi, giardini e parchi; le sue mura erano alte 50 braccia (antica unità di misura) ed ai suoi piedi si trovavano enormi stalle per i cavalli. Il palazzo reale si trovava nel suburbio, circondato da un immenso parco, aveva giardini per la caccia e laghetti per la pesca. Per motivi di sicurezza Tigrane fece edificare un forte vicino al palazzo. Per popolare la nuova capitale e per dare ad essa un aspetto cosmopolita, Tigrane attuò delle vere e proprie migrazioni di massa, costringendo gran parte della nobiltà armena a trasferirsi a Tigranocerta, insieme a molte famiglie di origine greca provenienti dall'Asia Minore. Altri abitanti vennero presi dal Gordiene, dall'Assiria, dalla Mesopotamia araba e da altre regioni conquistate.

## La guerra contro Roma
Le sorti del regno di Tigrane furono legate al suo scontro con Roma, come conseguenza del suo appoggio a suo suocero Mitridate. Nonostante l'armistizio tra quest'ultimo e Silla nell'84 a.C., il governatore romano dell'Asia, Murena, rinnovò le ostilità. Il generale romano Lucio Licinio Lucullo giunse in Asia con un imponente esercito appoggiato dalla flotta, e costrinse Mitridate, tradito dai suoi generali e dai suoi stessi figli, a trovare rifugio alla corte di Tigrane.
Alla richiesta di consegnare Mitridate, Tigrane sembra che abbia risposto: «Se accettassi di consegnare il padre di mia moglie il mondo intero e la mia coscienza mi condannerebbero».
La scelta di appoggiare Mitridate portò allo scontro con Roma. Il territorio dell'impero pontico venne preso dai Romani e saccheggiato, le fiorenti città di Eraclea ed Amiso vennero rase al suolo, poi le truppe di Roma marciarono alla volta di Tigranocerta.

Nonostante Tigrane cercasse di ritardare l'avanzata nemica, uno dei suoi generali, Mihrbarzan, a capo di una divisione di fanteria e 3.000 cavalieri, venne sconfitto da una avanguardia dei romani al comando di Sestello. Alla notizia della disfatta, Tigrane fuggì al nord lasciando a Tigranocerta mogli e figli. Nel frattempo Sestello prese la città ed il palazzo reale.
Ma la guerra non era ancora finita, Tigrane disponeva ancora di enormi mezzi in denaro e uomini, attestandosi sul fianco settentrionale del monte Tauro, riorganizzò e rinforzo il proprio esercito. In suo aiuto giunsero i re di Adiabene, Albania, Atropatene ed Iberia, ed alcuni capi arabi.
Raccogliendo così un esercito di 100.000 uomini, Tigrane si diresse verso Tigranocerta per riconquistare il suo trono. Il 6 ottobre del 69 a.C. alla battaglia di Tigranocerta Lucullo sconfisse l'esercito armeno ed i suoi alleati costringendo il re Tigrane il Grande alla fuga.
Dopo aver inseguito Tigrane per tutto l'inverno, Lucullo si scontrò con Tigrane e Mitridate nei pressi dell'antica capitale armena Artaxata, ma la battaglia di Artaxata non ebbe esiti decisivi per nessuna delle due parti. Il generale romano rinunciò al progetto di impossessarsi del nord del regno e tornò verso sud conquistando Nisibis, capitale della Migdonia, governata dal fratello di Tigrane, Guras. Dopo otto anni di campagna in Armenia, Lucullo non riuscì mai a sconfiggere definitivamente Tigrane ed i suoi alleati, e fu per questo sostituito da Pompeo nel 66 a.C..

## La sconfitta

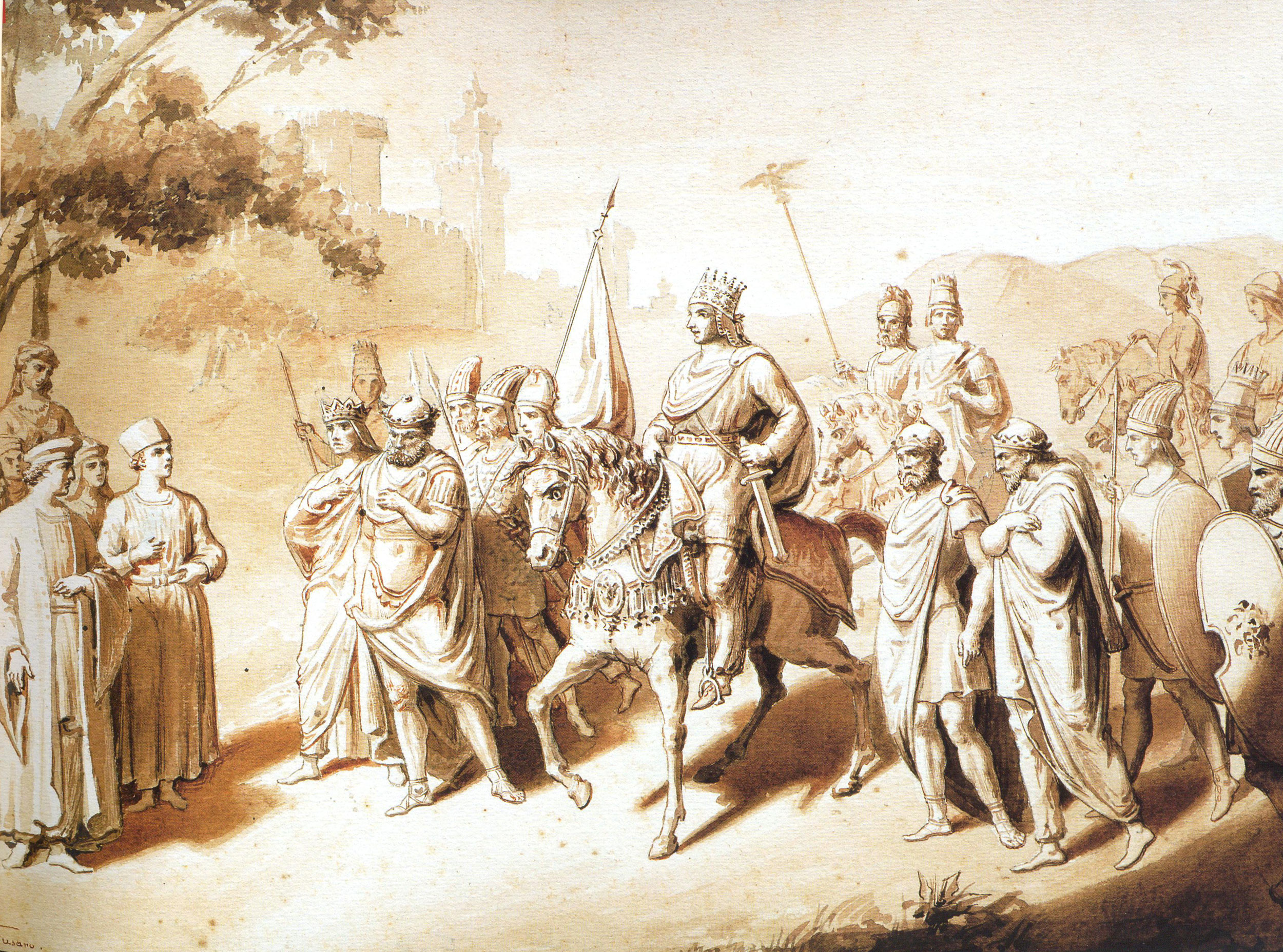
Tigrane accompagnato da alcuni re vassalli.

Dopo essersi alleato con uno dei figli di Tigrane II, anch'egli chiamato Tigrane, e con suo suocero, il re Parto Fraate III, Pompeo attaccò nuovamente l'antica capitale Artaxata per sconfiggere Tigrane.
Pompeo mise in rotta l'esercito di Mitridate ma Tigrane sconfisse a sua volta l'esercito di suo figlio, costringendolo a cercare rifugio nell'accampamento romano. A questo punto la scelta di Tigrane, ormai ultrasettantenne, di arrendersi portò alla fine del conflitto e alla perdita di tutte le conquiste del regno armeno sotto la sua guida. Gneo Pompeo trattò generosamente il vecchio re, a patto che costui rinunciasse alla Siria e all'Asia minore, e pagasse un riscatto di 6.000 talenti d'argento. Nel patto c'era anche il riconoscimento di suo figlio Tigrane come re di Sofene, ma quest'ultimo non poté mai salire al trono perché, scoperto a tramare contro suo padre con i Parti, fu portato in catene a Roma insieme alla moglie ed ai suoi figli.

Tigrane II il Grande continuò a regnare sull'Armenia fino alla sua morte come vassallo di Roma, e a lui succedette suo figlio Artavaside II.